# 천하무림불패
《천하무림불패》(天下武林不敗, 중국어: 險道神郁保四)는 대한민국에서  2017년 3월 10일에 개봉한 영화이다.

## 줄거리
증두시 거리의 패거리 중 하나인 험도신 소속의 욱보사는 자신을 거두어준 내숙에 대한 충정이 강한 의리 있는 장부였다. 그는 자신 때문에 위기에 처한 조직을 위해 증두시의 세력가 사부, 사문공의 제자가 되기를 자청한다.
그가 살고 있던 증두시는 증씨 가문이 통치하고 있던 도시로, 양산박의 침략에 대해 전전긍긍한다. 양산박의 일원 내숙은 증가가 세력 확장을 위해 금국에 바치려고 한 여인들을 구출하고… 이 여인들을 살려 성 밖으로 내보내기 위해 양산에서 내려온 호걸들과 계획을 짠다.
욱보사는 사문공의 제자로 있으면서도 내숙을 도우며 여인들이 납치되어 있는 곳을 탐색하는 동시에 사문공의 도움을 받는다. 그러나 사문공은 인신매매 사건의 배후에 증씨 가문의 다섯째 공자가 있다는 사실을 알고 욱보사를 저버린다. 이때 증가는 양산이 사들인 말 이백 필을 훔치려 하고, 내숙과 욱보사는 이때를 틈타 여인들을 탈출시키려 하는데...

## 스테프
- 감독:류신의
- 수입&배급:(주)케이알씨지

## 등장인물
- 서향동
- 요우흠
- 곽소항
- 양효파
- 유권우
- 곽신